# آرامگاه پیر درویش عالی
آرامگاه پیر درویش عالی مربوط به دوران‌های تاریخی پس از اسلام است و در شهرستان لارستان، ۵ کیلومتری جاده لار واقع شده و این اثر در تاریخ ۱۹ مرداد ۱۳۸۴ با شمارهٔ ثبت ۱۲۶۹۴ به‌عنوان یکی از آثار ملی ایران به ثبت رسیده است.